# Francine Jordi
Francine Jordi, nome d'arte di Francine Lehmann (Worb, 24 giugno 1977), è una cantante svizzera.
Nel 1998 si aggiudica il Grand Prix der Volksmusik in Germania. Da quel momento diventa popolare in tutta la Svizzera, aggiudicandosi alcuni dischi d'oro e diventando nota anche nei paesi germanofoni.
Nel 2002 rappresenta la Svizzera all'Eurovision tenutosi a Tallinn con la canzone, in lingua francese, Dans le jardin de mon âme.

## Discografia
- Das Feuer der Sehnsucht, 1998
- Ein Märchen aus Eis, 1999
- Wunschlos glücklich, 2000
- Verliebt in das Leben, 2001
- Im Garten meiner Seele, 2002
- Alles steht und fällt mit Dir, 2003
- Einfach Francine Jordi, 2004
- Halt mich, 2005
- Dann kamst du, 2007